# 段丽阳
段丽阳（1993年9月21日—），重庆市江津区人，生于河北邯郸，中国内地女性音乐制作人、歌手、演员。
现淡出演艺事业。

## 经历
2005年，发布《新儿歌》系列专辑，同年，参演儿童剧《家有儿女》；2006年，参演电影《心结》；2009年，参演儿童剧《疯丫头》系列；2012年，参演儿童剧《呼噜小精灵》系列。